# Coursetia fruticosa
Coursetia fruticosa là một loài thực vật có hoa trong họ Đậu. Loài này được (Cav.) J.F.Macbr. miêu tả khoa học đầu tiên.